# Heinrich August Luyken

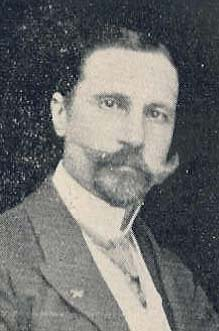

Heinrich August Luyken (* 10. Dezember 1864 in Altenkirchen; † 21. September 1947 in Amersham, Vereinigtes Königreich) ist Autor verschiedener Abenteuerromane in Esperanto.
Heinrich Luyken besuchte in Düsseldorf das Gymnasium. 1885 wanderte er nach England aus, heiratete, erwarb die Bürgerschaft und arbeitete als Händler in London.
Luyken gilt als einer der Hauptschriftsteller der Esperanto-Literatur vor dem Zweiten Weltkrieg. Er veröffentlichte zwischen 1912 und 1924 vier Abenteuerromane, in denen sich sein evangelischer Glaube widerspiegelt. In jedem der Romane ist der Hauptdarsteller ein Ketzer und wird „errettet“.

## Bibliographie
- Paŭlo Debenham. British Esperanto Association, London/Genf 1912
- Mirinda Amo. British Esperanto Association, London 1913
- Stranga Heredaĵo. Ferdinand Hirt & Sohn, Esperanto-Fako, Leipzig 1922
- Pro Iŝtar. Ferdinand Hirt & Sohn, Esperanto-Fako, Leipzig 1924